# Тугулым
Тугулы́м — посёлок городского типа в Свердловской области России, административный центр Тугулымского района и Тугулымского муниципального округа.

## Географическое положение
Посёлок Тугулым расположен в средней части Туринской равнины, на берегах реки Тугулымка (левый приток реки Пышмы), в 248 километрах (по автотрассе в 272 километрах) от города Екатеринбург, в 5 километрах к востоку от железнодорожной станции Тугулым направления Екатеринбург — Тюмень Свердловской железной дороги и в 56 километрах к западу от Тюмени. Через посёлок насквозь проходит федеральная автотрасса Екатеринбург — Тюмень (участок автомагистрали М12 «Восток»), в прошлом Сибирский тракт. 
Несмотря на то, что Тугулым находится в Свердловской области, ввиду своей относительной близости к Тюмени, он находится под её экономическим влиянием и де-факто является её пригородом. Трудовая и другая миграция из Тугулыма куда более активна в сторону Тюмени, чем в сторону Екатеринбурга.

## История посёлка
В чертёжной книге С. У. Ремезова за 1697—1711 гг. упоминается деревня Тугулым. Впервые это название упоминается в грамоте 1689 года и, вероятно, отсылает к имени основателя (скорее всего, сибирско-татарского происхождения; подробнее см. ниже раздел «Топонимика»). Нет ясности с тем, что появилось раньше — название реки или же название населённого пункта.
До 1920 года Тугулым находился в составе Тобольской губернии. Основные события в истории посёлка следующие:
- 1689 — крестьянам и служивым людям деревни Тугулым дана грамота на пользование землёй.
- 1696 — в чертёжной книге сибирского картографа и географа С. У. Ремезова Тугулым упоминается как деревня.
- 1712 — ямщик Г. Митрофанов у реки Тугулымки построил кожевенную мастерскую (кожевню).
- 1774 — пугачёвцы подошли к Тугулыму.
- 1903 — Тугулымское начальное училище, открытое в 1860, преобразовано в двухклассное.
- 1924 — в центре села открыт Дом культуры.
- 1926 — началось строительство районной больницы.
- 1926 — начало свою работу почтовое отделение.
- 1927 — основан маслозавод.
- 1927 — открыта изба-читальня (библиотека).
- 1930 — создан Тугулымский леспромхоз.
- 1931 — в домах жителей Тугулыма установлены первые радиорепродукторы «Рекорд».
- 1932 — открылась школа крестьянской молодёжи.
- 1933 — закрыта церковь.
- 1934 — открыт первый детский сад.
- 1937 — прошла демонстрация первого звукового фильма.
- 1931 — создана метеостанция.
- 1939 — состоялся первый выпуск в Тугулымской средней школе (15 человек).
- 1940 — построен Дом пионеров.
- 1950 — начато строительство Дома культуры.
- 1960 — открыт районный универмаг.
- 1960 — положено начало местному радиовещанию.
- 1960 — открыта музыкальная школа-семилетка.
- 1960 — появился первый телевизор.
- 1961 — впервые показали полноэкранный фильм «Девичья весна».
- 1962 — село Тугулым отнесено к категории рабочих посёлков.
- 1965 — открыт памятник воинам, погибшим в ВОВ.
- 1966 — открылась новая школа с паровым отоплением на 520 мест.
- 1973 — открылось здание аптеки.
- 1977 — открылось новое административное здание.
- 1978 — состоялся первый областной турнир по борьбе самбо памяти И. И. Федюнинского.
- 1981 — открылось новое здание районного узла связи.
- 1985 — вступили в строй детский комбинат «Сказка» и новый универмаг.
- 1990 — открыт Дом Милосердия.
- 1994 — создана православная община.
- 1997 — при Крестовоздвиженской церкви в Тугулыме организована детская воскресная школа.
- 1997 — введён в эксплуатацию телеретранслятор.

С 1 октября 2017 года согласно областному закону № 35-ОЗ статус изменён с рабочего посёлка на посёлок городского типа.

## Достопримечательности
- В 1840 году была построена каменная однопрестольная церковь Рождества Христова. Церковь была закрыта в 1936 году. В честь Воздвижения Креста Господня в 1990 году был открыт деревянный однопрестольный Крестовоздвиженский молитвенный дом, а на месте прежнего храма ведётся строительство новой церкви[2].
- Однопрестольная Свято-Троицкая (Ново-Троицкая) церковь построена в 1895 г. на средства крестьянской вдовы А. П. Парфёновой. Церковь была закрыта в 1930 году, затем была перестроена: в кирпичном здании находилось милицейское управление[2].
- В 1975 году при доме культуры на общественных началах был создан Романом Ивановичем Мичуровым (1928—1992) историко-краеведческий музей. В 1995 году музей получил статус муниципального и новое помещение (по улице 50 лет Октября, дом 1). Экспозиция занимает два зала: историко-краеведческий и выставочный[2].
- В 2003 году стараниями энтузиастов в 18 километрах от Тугулыма был восстановлен пограничный столб, разделявший некогда Пермскую и Тобольскую губернии. Восстанавливали его на старом фундаменте и по сохранившимся рисункам. Как свидетельствуют источники, столб был четырёхгранный, высотой в три с половиной метра, из выбеленного кирпича. Надпись на нём гласила, что здесь находится конец Европы (в представлении русских времён XIX века это означало конец России) и начало Азии (то есть Сибири). Все партии арестантов, сосланных в Сибирь на каторгу, следовали мимо этого пограничного столба. Иногда на Тугулымском этапе из-за неправильной разработки маршрута скапливалось огромное количество ссыльных. Пограничный столб был весь испещрён надписями, и грустными, и смешными. В народном сознании Сибирь не считалась тогда Россией, поэтому ссыльные на этом пункте прощались с Родиной, сопровождая своё прощание молитвой и слезами[6].

## Топонимика
Название «Тугулым», несомненно, тюркского происхождения. Возможные варианты этимологии:
- Слово «Тугул» у южных казахов означает впадину между горами, то есть является географическим термином. Топоним якобы переводится с тюркских языков как «яма»: и действительно, центр посёлка расположен ниже, чем окраины (идёт понижение рельефа по мере приближения к реке).
- Топоним якобы означает «места нереста»: из крупной реки Пышмы рыба входила в тихую Тугулымку, значит, сначала возникло название речки, а потом и поселения на её берегах.[источник не указан 388 дней]
- Топоним означает «смешанный», «примешанный»: в Тугулыме селились ямщики, пашенные крестьяне и оброчные крестьяне — все смешались в одной деревне.[источник не указан 388 дней]

### Названия улиц

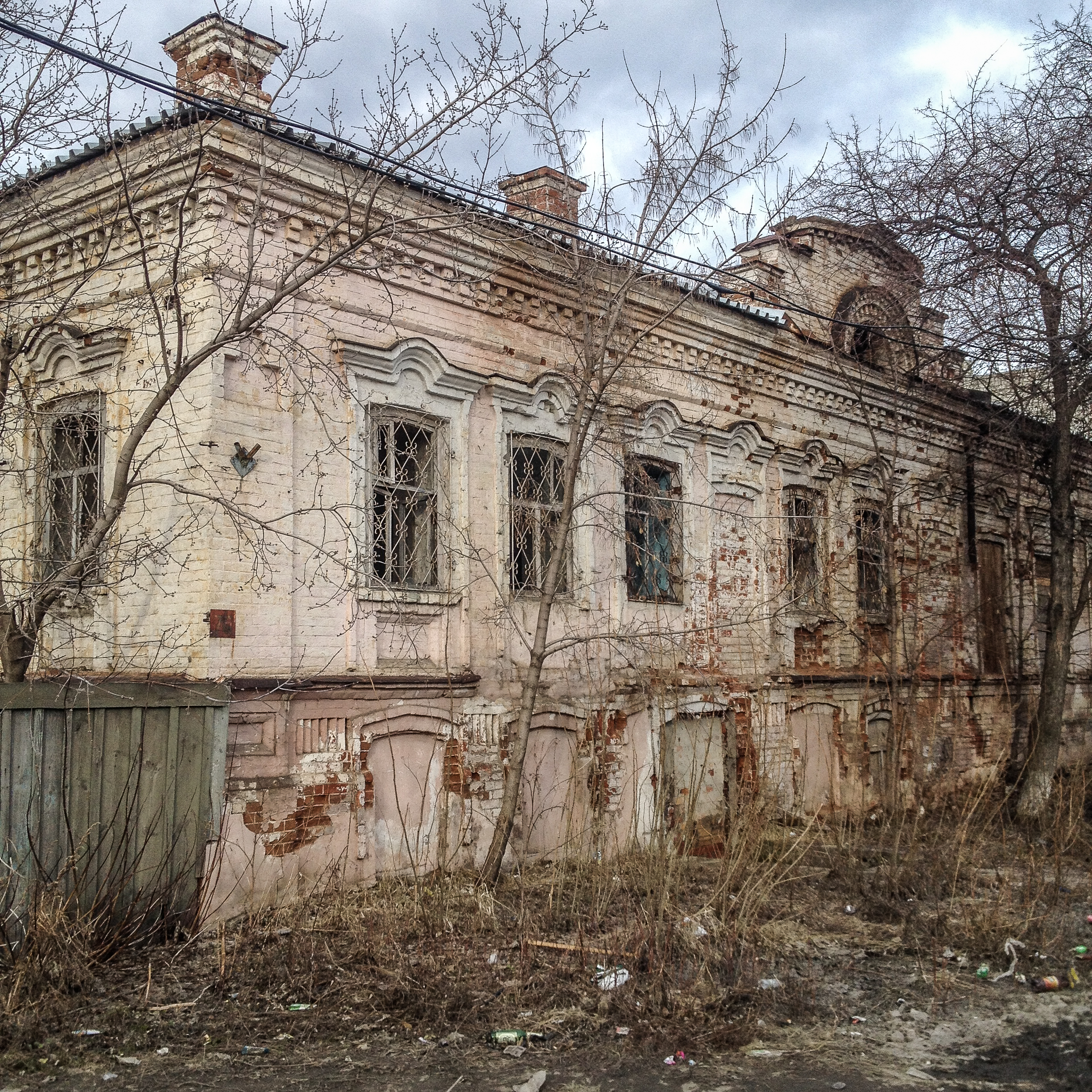
Дореволюционное здание на Большой дороге

Имеются сведения, что часть тракта, пересекающего реку, вдоль которого начали строиться дома, стали называть Большая дорога.
Улица под названием Малая появилась позже.
Обе улицы, наверняка, как-то связаны исторически.
В дальнейшем Большая дорога стала главной в Тугулыме и получила название Ленина, а улицу Малую назвали Войково.
Заселение шло по обеим берегам реки, возможно первой улицей села стала улица Косулина.
То есть то самое место, где находилась деревня Тугулымская, но точных подтверждений этого нет. На берегу реки могла появиться улица, которая имела название Красноборская.
Улицу Косулина переименовали на Октябрьскую, а Красноборская, в свою очередь, получила название Красная.
Ещё две улицы, связанные с рекой, имевшие ранее своё первоначальное название Афонасьевка ныне имеют названия ул. 8 Марта и ул. Островок (современная Пролетарская).
Село Тугулымское, разделённое рекой на две части: западную и восточную, имело в народе каждая своё прозвище: западную часть звали Край, так как здесь было сосредоточено основное население, а Восточную просто Деревня.
В дальнейшем, по мере заселения, в посёлке появилось ещё несколько улиц с новыми названиями.
Улица Совхозная стала улицей имени Патриса Лумумбы.
Садовая и Красноармейская объединились в одну улицу имени героя Советского Союза, земляка И. И. Федюнинского, а Малая Красноармейская и площадь Ленина составили новую улицу — Ветеранов. Улица Садовая сегодня появилась вновь, ею стала новостройка.

## Население
| 1959  | 1970  | 1979  | 1989  | 2002  | 2009  | 2010  | 2012  | 2013  |
| ----- | ----- | ----- | ----- | ----- | ----- | ----- | ----- | ----- |
| 3288  | ↗4574 | ↗5052 | ↗6908 | ↘6241 | ↗6299 | ↘6001 | ↘5924 | ↘5909 |
| 2014  | 2015  | 2016  | 2017  | 2018  | 2019  | 2020  | 2021  | 2023  |
| ↘5826 | ↘5803 | ↘5765 | ↘5738 | ↘5658 | ↘5576 | ↘5553 | ↘5423 | ↘5277 |